# Felice Ippolito
Felice Ippolito (Napoli, 16 novembre 1915 – Roma, 24 aprile 1997) è stato un geologo e ingegnere italiano, importante promotore dello sviluppo dell'industria nucleare italiana negli anni sessanta.

## Biografia

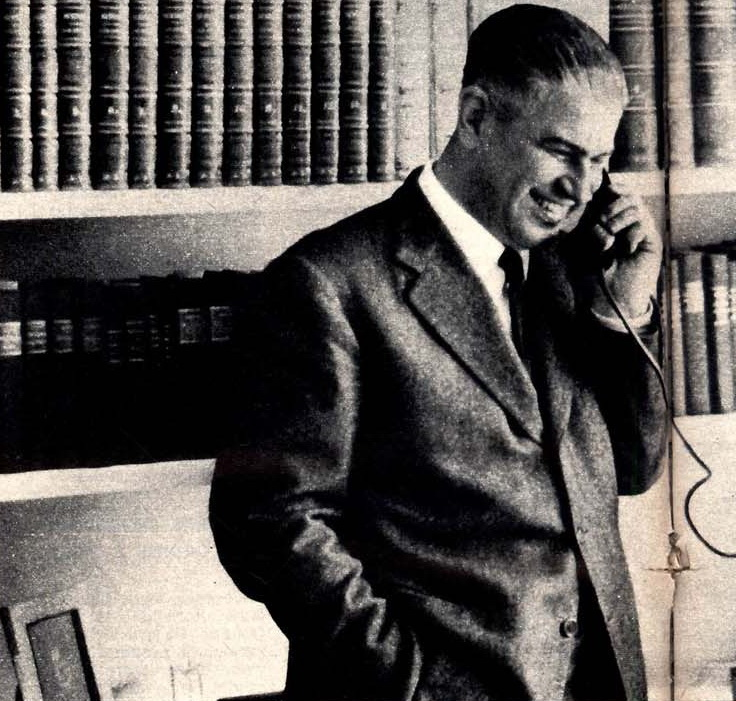
Felice Ippolito nel 1963

Figlio di Girolamo Ippolito, si laureò nel 1938 in ingegneria civile indirizzando poi la sua carriera verso la geologia. Nel 1948 ottenne la libera docenza e nel 1950 la cattedra di Geologia Applicata presso l'Università di Napoli. Il suo interesse per l'impiego dell'energia nucleare a fini civili derivò dalla sua attività come geologo nella ricerca di uranio.
Nel 1952 era segretario generale del Comitato nazionale per le ricerche nucleari, divenuto poi Comitato nazionale per l'energia nucleare (C.N.E.N.) nel 1960. Il Comitato da lui amministrato non aveva personalità giuridica e non era per questo in grado di gestire risorse economiche. Nonostante questo, Ippolito negli anni Sessanta fu in grado di attuare diversi progetti di sviluppo del settore nucleare, tra cui la centrale nucleare di Latina, la centrale nucleare del Garigliano e la Centrale nucleare Enrico Fermi a Trino. L'Italia è in quel periodo il terzo paese al mondo per produzione di energia dal nucleare e disponeva di competenze e know-how molto avanzate. Ippolito mira a rendere la nazione indipendente dal punto di vista energetico.
I suoi detrattori tuttavia mossero pesanti critiche sulla sua gestione del C.N.E.N., anche al di là della questione delle irregolarità amministrative: innanzitutto riguardo alla sua ascesa alla direzione del Comitato; quindi riguardo alla sua gestione definita personalistica, con l'instaurazione di un apparato burocratico elefantiaco volto alla deresponsabilizzazione e del suo approccio al problema della politica nucleare nazionale, considerato irrazionale. La conseguenza sarebbe stata - a detta di tali critici - la deriva e quindi il naufragio della politica nucleare in Italia, con un grosso costo per il bilancio nazionale e l'asservimento scientifico e tecnologico agli Stati Uniti e ad altre nazioni europee, considerati più cauti nelle progettazioni e più oculati nell'utilizzo dei fondi statali.
Nel dicembre 1955 contribuì alla fondazione del Partito Radicale di Leopoldo Piccardi, Mario Pannunzio, Nicolò Carandini e altri esponenti della sinistra liberale legati all'ambiente della rivista Il Mondo.

### Arresto e condanna
Nell'agosto del 1963 indiscrezioni giornalistiche sollevarono dubbi sulla correttezza dell'operato di Ippolito nell'amministrazione del C.N.E.N. Tutto partì da una serie di articoli a firma del deputato socialdemocratico Giuseppe Saragat, futuro Presidente della Repubblica, che attaccava direttamente la gestione del C.N.E.N. Nei mesi seguenti venne avviata una indagine ministeriale e si occupò della questione Giovanni Leone, anche lui futuro Presidente della Repubblica. Il 3 marzo 1964 Ippolito fu arrestato per presunte irregolarità amministrative. In particolare, gli vennero contestati i reati di falso continuato in atti pubblici, peculato continuato e aggravato, interesse privato in atti d'ufficio, abuso d'ufficio. Ne seguì un processo discusso, molto sentito dall'opinione pubblica e dalla stampa, che culminò con la condanna di Ippolito a 11 anni di carcere.
L'Italia e il mondo politico erano divisi. I fatti contestati erano dubbi e di modesta entità, mentre la condanna fu pesante, e alcuni ritengono che la vicenda giudiziaria fosse stata una cospirazione per togliere di mezzo Ippolito e stroncare la nascente industria nucleare italiana in favore della potente filiera petrolifera, oppure una "rivalsa delle baronie elettriche che avevano subito la nazionalizzazione". Inoltre, i primi dubbi sollevati nell'agosto del 1963 da Saragat vennero rilanciati dalla stampa di destra legata a gruppi industriali - quali l'Edison - che avevano perso il monopolio della produzione di energia elettrica a seguito della nazionalizzazione e della creazione dell'Enel, di cui Ippolito era stato un fervente promotore. Si parlò anche di un clima intimidatorio verso i testimoni della difesa.

### Dopo la grazia

Felice Ippolito nel 1984 circa

Dopo avere trascorso due anni di prigione, e quando ormai gli restavano pochi mesi da scontare, Ippolito ricevette la grazia dallo stesso Saragat, nel frattempo divenuto Presidente della Repubblica, mentre i programmi nucleari furono sensibilmente ridimensionati da ENEL, una volta terminata la nazionalizzazione elettrica nel 1963. Dopo questa disavventura Ippolito si dedicò alla promozione della cultura scientifica e tecnologica. Nel 1968 fondò e diresse la rivista Le Scienze, versione italiana di Scientific American. Eletto nelle liste del PCI come indipendente, fu parlamentare europeo tra il 1979 e il 1989; nel 1987 abbandonò il gruppo comunista per iscriversi al gruppo Liberale, iscrivendosi contestualmente al PRI. Fu inoltre membro della Commissione grandi rischi della Protezione civile italiana e del Consiglio Superiore delle Miniere. Venne insignito dell'Ordine della Minerva dall'Università degli Studi "Gabriele d'Annunzio".
Ippolito fu vicepresidente della Commissione Scientifica Nazionale per l'Antartide e a lui è dedicato il Museo nazionale dell'Antartide Felice Ippolito con sedi a Genova, Siena e Trieste.
Originale e creativa fu anche la sua esperienza di epistemologo e filosofo della scienza. Di ispirazione storicistica (ritenne la geologia una scienza eminentemente storicistica), fu fra i primi a confrontare il pensiero di Benedetto Croce con l'epistemologia moderna e le riflessioni di Werner Karl Heisenberg.
A suo nome sono assegnati ogni anno due riconoscimenti:
- il Premio internazionale, assegnato a studiosi affermatisi nel capo delle Scienze della Terra, della vita e fisiche;
- il Premio di ricerca, per giovani studiosi italiani di scienze della Terra, del mare, della vita e fisiche.

## Opere
- Sulle considerazioni geologiche di imposta di talune dighe di sbarramento nell'Italia meridionale (1953)
- Contributo alla conoscenza del giacimento del M. Besimauda (Alpi Piemontesi) con Pasquale Nicotera (1953)
- Uranium Formation in Late Alpine Paleozoic (1958)
- Lezioni di Geologia dell'Uranio (1960)
- L'Italia e l'energia nucleare (1960)
- Fabbisogno energetico ed energia nucleare (1961)
- Energia, ricerca scientifica e piano di sviluppo (1962)
- Saggi e studi di geologia (1962)
- La politica del CNEN, (1965)
- La natura e la storia,(1968)
- Geologia Tecnica (1975)
- Intervista sulla ricerca scientifica (1977)
- Università. Crisi senza fine (1978)
- L'Italia e l'energia nucleare (1981)
- Politica europea e politica dell'energia (1981)
- Croce e la scienza, (1982)
- Un progetto incompiuto. La ricerca comune europea 1958-88 (1989)
- Energia, ieri oggi e domani (1989)